# Glaciares de los Alpes

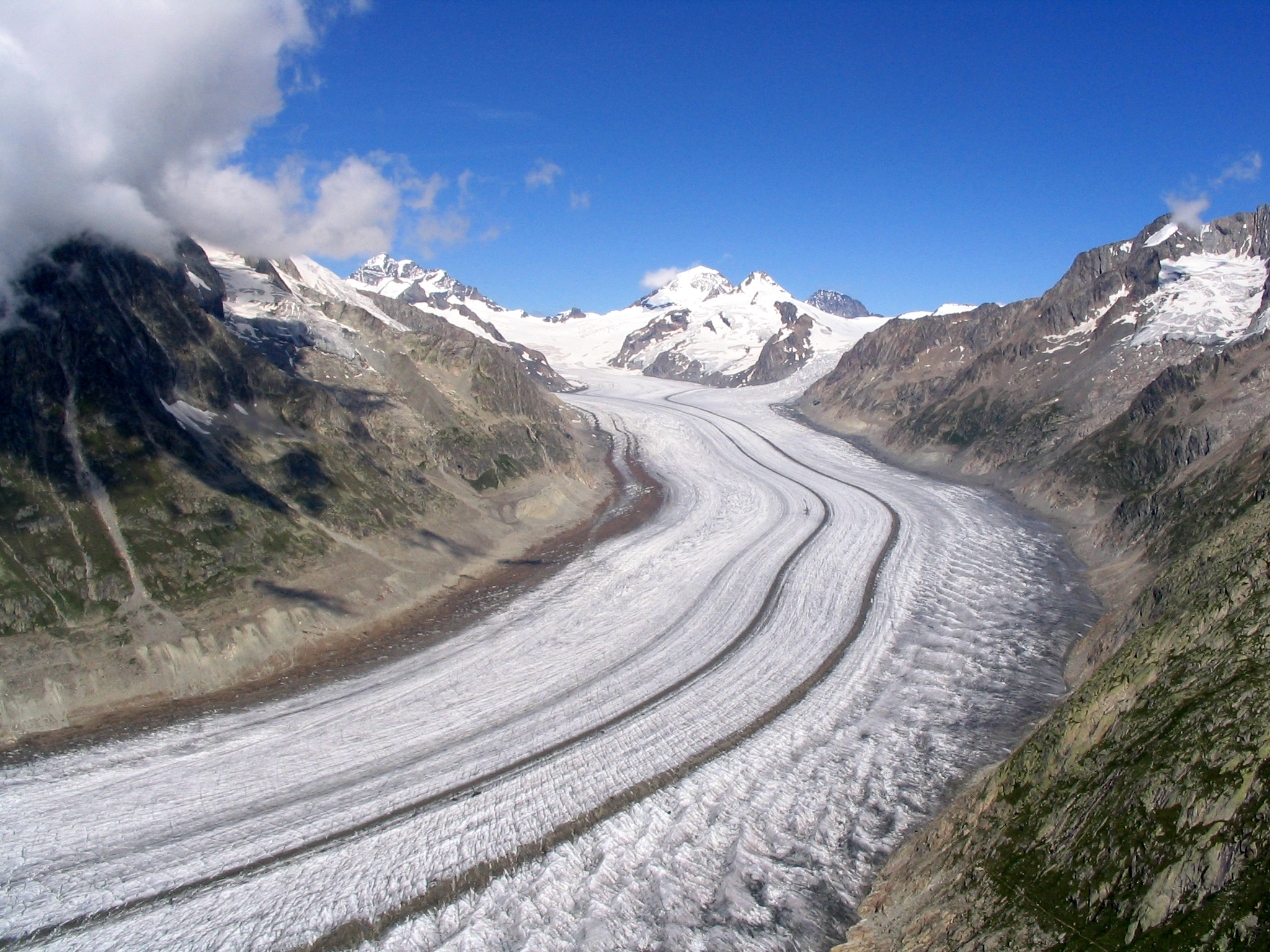
El glaciar de Aletsch.

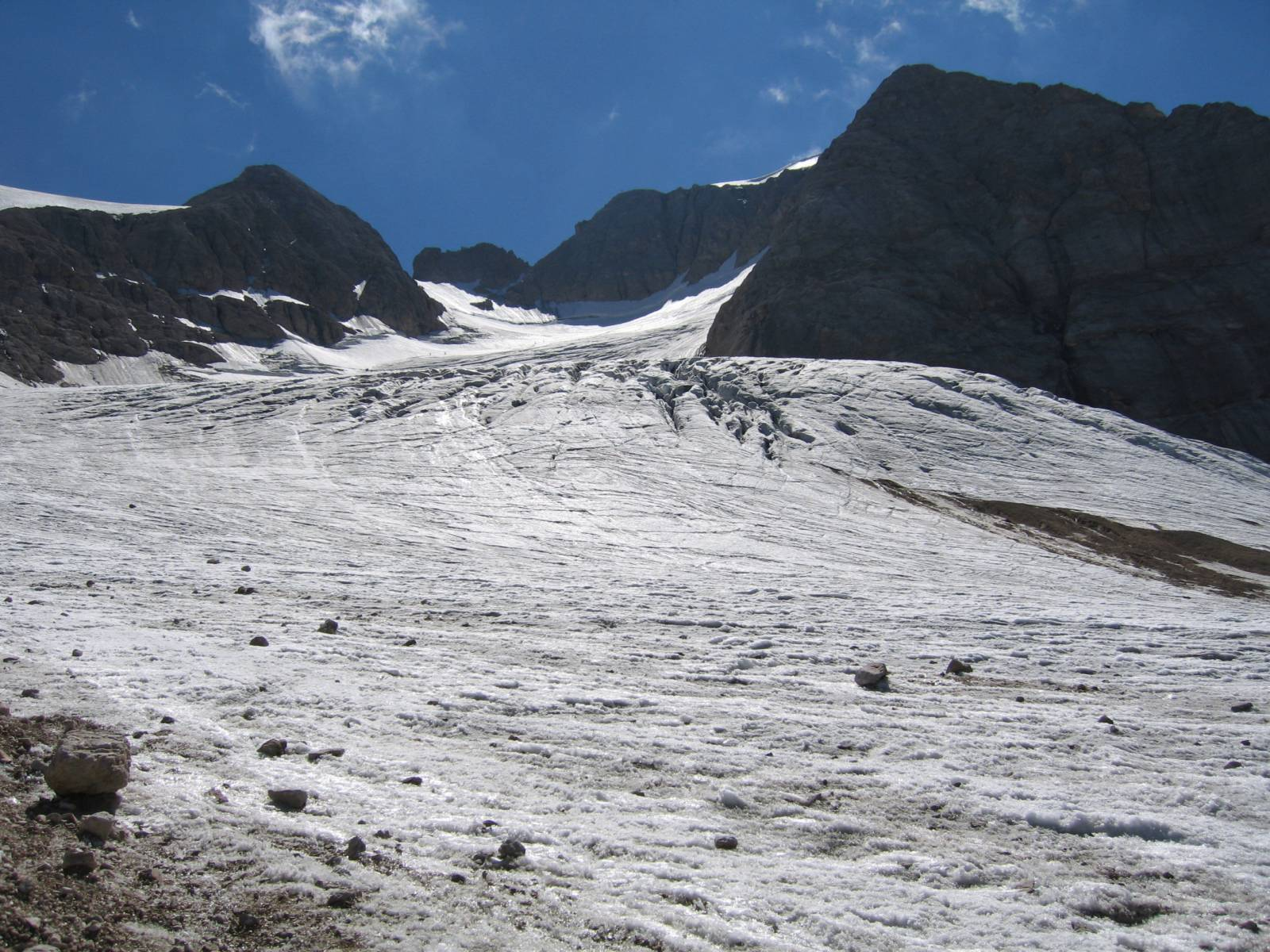
El glaciar de la Marmolada.

Los Glaciares de los Alpes son las formaciones glaciares que afectan a la cadena montañosa de los Alpes. Los Alpes, por su ubicación en la zona templada del hemisferio terrestre y por su altitud presentan muchos glaciares. Están situados principalmente en Italia, Suiza, Francia y Austria. Tres pequeños glaciares se encuentran en el macizo del Zugspitze, en los Alpes Bávaros.
Son restos de la gran glaciación cuaternaria. Tras el fin de la pequeña edad de hielo, del 1850 a la actualidad, los glaciares de los Alpes sufren un constante, intenso y rápido retroceso. Pese a esto, con datos del final del siglo XX, se pueden contar muchos glaciares, repartidos por toda la cordillera. En el año 1989 se censaron en los Alpes 5.154 glaciares con una superficie de alrededor de 3.000 km². Hay glaciares grandes, en volumen y extensión. Pero otras veces tienen dimensiones muy reducidas. Los glaciares se encuentran a los pies de montañas que superan los 4.000 metros, pero también los hay adosados a montañas que superan los 3.000 metros. Algunos neveros perennes se encuentran en cotas inferiores.
Generalmente son de tipo alpino, es decir con una cuenca colectora y una lengua glacial que desciende hacia el valle. En el caso de los glaciares más pequeños son de forma circular o semicircular sin lengua glacial evidente.
Los glaciares más grandes se encuentran en los grandes macizos alpinos: en el macizo del Mont Blanc, en el macizo del Monte Rosa, en el macizo del Gran Paradiso, en los Alpes Berneses, en el macizo del Bernina. Por la mayor altitud de las montañas los glaciares están más presentes en los Alpes occidentales y en los Alpes centrales; en los Alpes orientales los hay, pero de menor entidad.
Los más extensos, de este a oeste, son:
- El glaciar del Aletsch (Aletschgletscher), en los Alpes Berneses con el Konkordiaplatz, que forma un conjunto de 130 kilómetros cuadrados de superficie. Su lengua se extiende durante una longitud de 27 kilómetros. Es el glaciar más grande de los Alpes y de la Europa continental.
- El glaciar de Gorner (Gornergletscher), en el Valais, con una extensión de 68 kilómetros cuadrados y un recorrido de 12 kilómetros. El clima seco de aquella zona le afecta mucho y es uno de los glaciares en el que se aprecia mejor el fenómeno de recesión.
- El glaciar Argentière, perpendicular al valle de Chamonix por encima del pueblo de Argentière en el departamento de la Alta Saboya; ya al macizo del Mont Blanc, con el conjunto de glaciares que lo forman, ocupa 24 kilómetros cuadrados y tiene un recorrido de cinco kilómetros. Este glaciar ha tenido durante último siglo espectaculares movimientos de avance, provocados por la acumulación en su parte media de nieve caída de las crestas laterales, y ha llegado a afectar en su movimiento algunas instalaciones de la estación de esquí que hay a la zona. De todos modos, y pese a estos avances, desde el 1900 su zona de fusión ha subido unos 400 metros.
- La Mer de Glace (Mar de hielo), en Vallée Blanche, también en el macizo del Mont Blanc, con seis kilómetros de recorrido. Desde el comienzo del siglo XX (en 1908) y como un atractivo turístico se puede visitar –su base– con el ferrocarril de Montenvers, que sale de Chamonix. Cuando se construyó este ferrocarril, la estación de llegada quedaba unos cincuenta metros del nevero, y hoy son casi trescientos.
- Glaciar des Bossons (Bossonsgletscher). El hielo que lo ha formado baja –en parte al menos– desde el pico del Mont Blanc y tiene un fuerte pendiente media, unos 45°, lo que hace que sea una de los glaciares alpinos de más rápido desplazamiento, unos 190 metros anuales. Solo otros glaciares alpinos más pequeños y empinados superan esta velocidad.

En relación con los glaciares de todo el mundo, los de los Alpes cubren menos del 0,02% pero revisten particular importancia porque en ellos se iniciaron los primeros estudios de glaciología.